# Flitzing

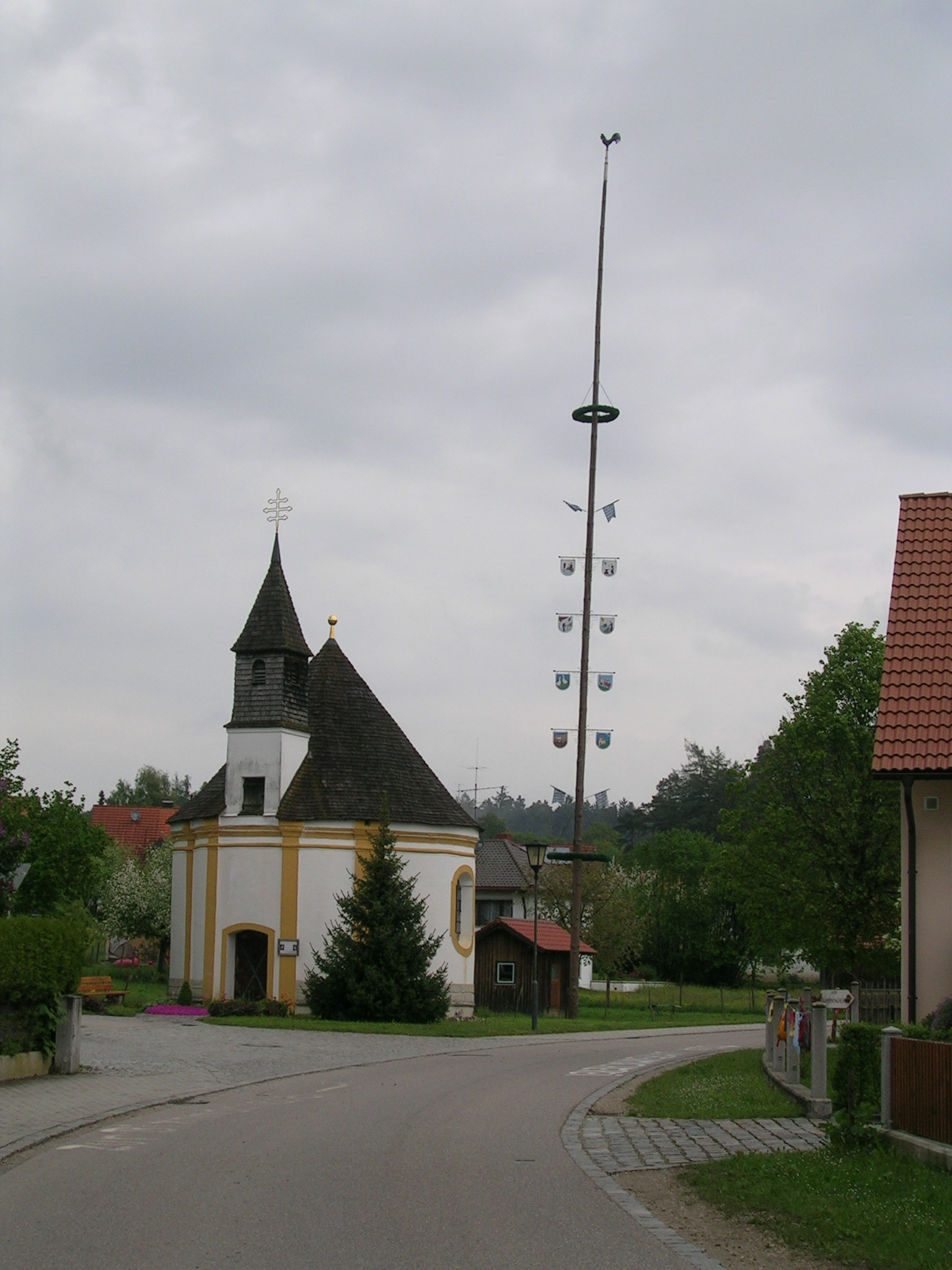
St. Bartholomäus in Flitzing

Flitzing ist ein Gemeindeteil der Gemeinde Zolling im Landkreis Freising (Oberbayern).

## Geographie
Das Kirchdorf liegt in einem nördlichen Seitental der Amper, etwa sieben Kilometer nördlich von Freising und zwei Kilometer nördlich von Zolling. Durch das Tal fließt der Rufgraben bzw. der Flitzinger Bach.

## Geschichte
Urkundlich erwähnt wurde Flitzing erstmals um das Jahr 900. Das Dorf ist benannt nach den Grafen von Flitzing, einer Familie von Ministerialen am Hochstift Freising. Der Name des Ortes wandelte sich im Laufe der Zeit von Flicinga (1024), über Flizingen (1078), Vlizzingen (1175) zu Flitzing (1538).
Die Grafen von Flitzing hielten bis zu ihrem Aussterben im 17. Jahrhundert die geschlossene Hofmark des Ortes, zu der auch die einschichtigen Güter Kratzerimbach und Schwarzberg gehörten. Adam, der letzte Graf von Flitzing († 1630) hatte sieben Kinder mit Anna Rufina von Parsberg, von denen nur die Tochter Maria das Erwachsenenalter erreichte. In zweiter Ehe heiratete Maria von Flitzing um 1635 Franz Graf von Lodron. Dieser hatte zuvor bereits die Hofmark in Haag erworben. Das Paar gab das Herrenhaus in Flitzing auf und ließ sich in Schloss Haag nieder. Die Familie von Flitzing erlosch damit, das Anwesen verfiel.
Im Zuge der Gemeindebildung nach dem Zweiten Gemeindeedikt kam Flitzing 1818 zusammen mit der Hofmark Thann zur neu gebildeten Gemeinde Anglberg. Mit der Auflösung der Gemeinde Anglberg kam Flitzing am 1. Januar 1971 nach Zolling.

## Baudenkmäler
Bedeutendstes Kulturdenkmal des Ortes ist die katholische Kapelle St. Bartholomäus aus dem Jahr 1709. An das ehemalige Schloss erinnern keine Spuren mehr.

## Verkehr
Im Westen führt die Bundesstraße 301 an dem Dorf vorbei. Bis zu ihrer Stilllegung verkehrte die Hallertauer Lokalbahn nach Mainburg, Langenbach und Rohrbach (Ilm).